# Preformationisme

Jan Swammerdam, Miraculum naturae sive uteri muliebris fabrica, 1729

Preformationisme is in de geschiedenis van de biologie de specifieke stelling dat alle organismen werden gemaakt op hetzelfde moment, en dat volgende generaties groeien van homunculi, animalculen, of andere volledig is gevormd maar miniatuur versies van zichzelf die hebben bestaan sinds het begin van de schepping, of, hoger en meer in het algemeen, de notie (ten opzichte van epigenese) dat de vorm van levende dingen in zekere zin bestaat voor de ontwikkeling.
Epigenese is in dit verband de ontkenning van preformationisme: het idee dat de vorm van levende dingen tot stand komt. In tegenstelling tot "strikt" preformationisme is het de notie dat "elk embryo of organisme geleidelijk is geproduceerd met een ongedifferentieerde massa door een reeks stappen en fasen waarin nieuwe onderdelen worden toegevoegd." Dit woord wordt nog steeds gebruikt, in een meer moderne zin, om te verwijzen naar de aspecten van het genereren van vorm tijdens ontwikkeling, die niet strikt genetische; of, met andere woorden, epigenetische oorzaken heeft.
De historische ideeën van preformationistische- en epigenetische ontwikkeling, en de rivaliteit tussen hen, zijn afgewend door ons hedendaagse inzicht in de genetische code en de moleculaire basis samen met de ontwikkelingsbiologie en epigenetica.